# بنكوي عشاير أولاد ثاني (مقاطعة فسا)
بنكوي عشاير أولاد ثاني (بالإنجليزية: Bonkuy-e Ashayir Owlad Sani)‏ هي قرية تقع في فارس في إيران. يقدر عدد سكانها بـ 108 نسمة .